# Sito del Fâ

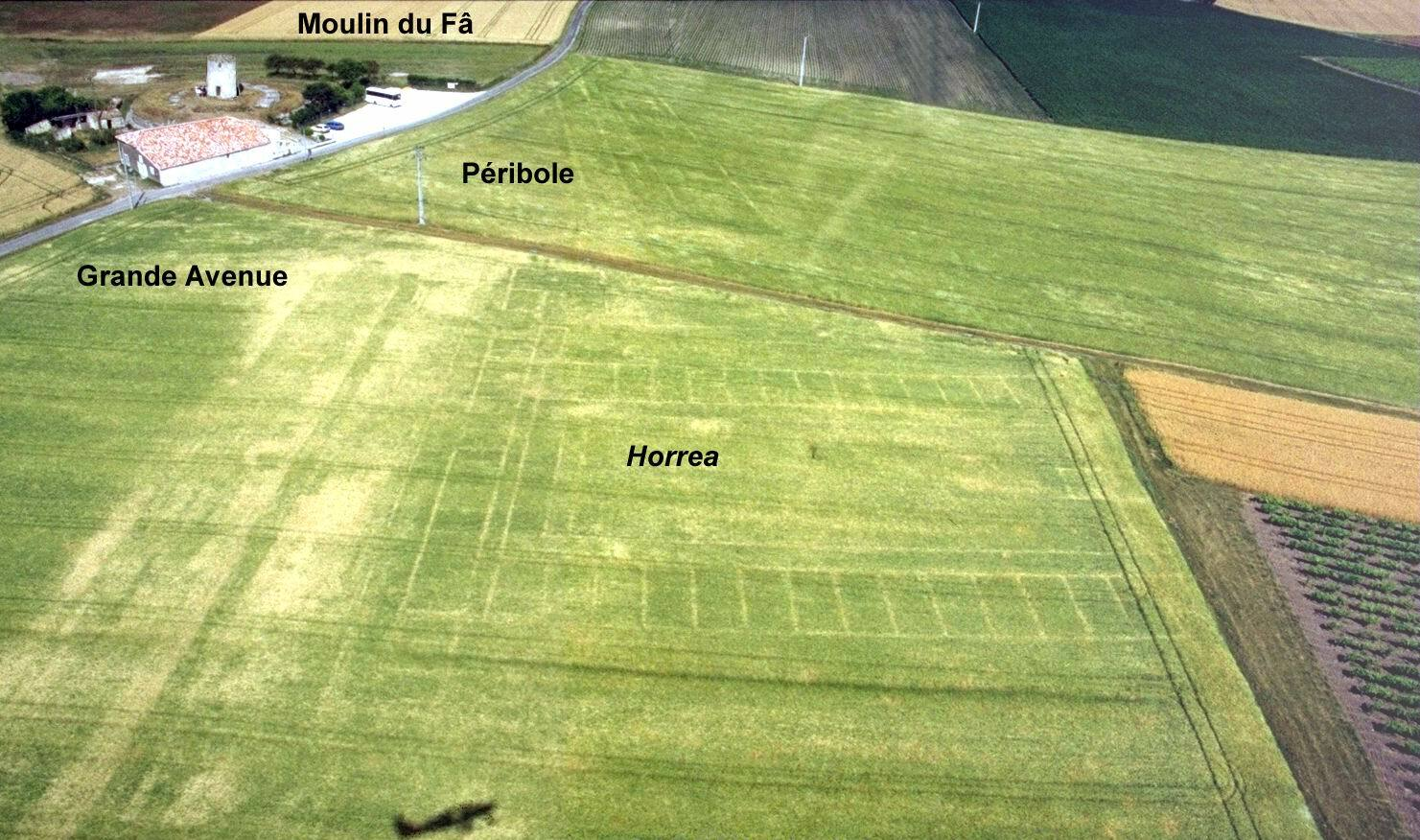
Immagine aerea dei resti sepolti nei campi

Il sito del Fâ è un sito archeologico gallo-romano, situato nei territori dei comuni di Barzan, Talmont-sur-Gironde e Arces-sur-Gironde, nel dipartimento francese della Charente Marittima.
Gli scavi, condotti a partire dal 1994 hanno rivelato la presenza di una città portuale, probabilmente identificabile con Novioregum.

## Storia del sito
La zona era già frequentata in epoca neolitica. Su un altopiano che sormonta l'estuario della Gironda, lo studioso locale Eutrope Jouan rinvenne frammenti di asce in pietra levigata e punte di freccia. In seguito a lavori di livellamento del terreno, nel 1970 furono rinvenute ancora ceramiche e strati di ceneri con pietre di focolare che testimoniano la presenza di un abitato, dotato di una necropoli. Una campagna di prospezione aerea ha mostrato la presenza di fortificazioni intorno all'insediamento, con una serie complessa di fossati.
Sempre nel comune di Barzan sono stati identificati due siti dell'età del bronzo, presso la località del "Moulin du Fâ" e sul fianco orientale della collina di La Garde, nella località di "Les Piloquets", dove avvenne nel 1980 la scoperta fortuita di asce in bronzo del 1800 a.C. circa, oggi esposte nel museo di Royan.
Nel VII secolo a.C. nella zona era stanziato il popolo gallico dei Santoni, che ebbero come capitale prima Pons e poi Saintes. Nello stesso luogo del precedente sito del "Moulin du Fâ" fu costruito un santuario monumentale, che dominava l'estuario della Gironda. Le prospezioni aeree hanno mostrato la presenza di altri due templi celtici sulla collina di La Garde.
Tra il 1996 e il 2000 vi si sono svolte delle campagne di scavo che hanno permesso il recupero di ceramiche galliche e ispaniche del V secolo a.C., che testimoniano la presenza nel sito in quest'epoca di un emporio commerciale. Furono inoltre rinvenute monete galliche del II secolo a.C.. La città doveva probabilmente la sua prosperità alla collocazione su una delle vie commerciali sulle quali si esportava lo stagno proveniente dalle Isole britanniche e soprattutto dalla Cornovaglia.
Il territorio dei Santoni venne conquistato dai Romani nel 58 a.C. Saintes, la capitale dei Santoni, divenne il capoluogo della provincia romana di Aquitania, con il nome Mediolanum Santonum. Il secondo centro urbano dei Santoni, Novioregum, divenne un emporium grazie alla sua posizione presso l'estuario della Gironda.

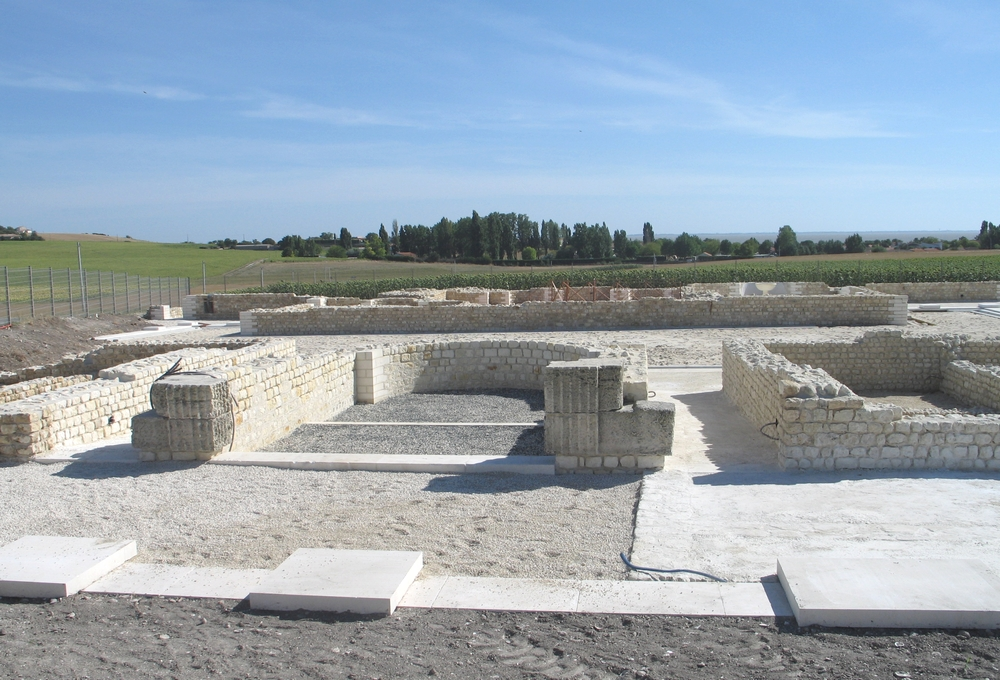
Le terme della città

Nel sito sono testimoniati interventi di epoca flavia (statue e capitelli corinzi di questo periodo). La città fiorì nel II secolo, sotto gli imperatori della dinastia antonina e vi vennero costruiti un teatro, vie, il porto con i suoi magazzini, e ingrandite le terme.
Nel III secolo la città di Novioregum è segnalata sull'Itinerario Antonino come stazione della strada tra Saintes e Bordeaux, a circa 15 miglia (35 km se si utilizza la lega gallica di 2.450 m) da Saintes e a circa 12 miglia (28 km) dalla località di Tamnum, forse identificabile con l'attuale Consac.
La città mantenne la sua importanza fino alla fine del III secolo, quando declinò rapidamente per ragioni non identificate, forse a causa dell'insabbiamento del porto, fino ad essere del tutto abbandonata nel corso del IV secolo. In epoca medioevale divenne cava per materiale da costruzione: elementi decorativi provenienti dalla città vennero reimpiegati nelle case o nelle chiese della zona. Nel XVI secolo un mulino si installò sul podio del tempio principale, dando alla località il suo nome attuale (Moulin du Fâ, dove probabilmente Fâ è un'alterazione del latino fanum).

### Storia degli scavi
Le antiche rovine erano note già nel Settecento: l'ingegnere reale Claude Masse, di stanza in Aunis tra il 1694 e il 1715 le cita nelle sue memorie e nel 1844 l'abate Auguste Lacurie, segretario della "Société archéologique"  di Saintes, aveva ipotizzato la loro pertinenza alla città di Novioregum, che fu tuttavia contestata a lungo. La campagna di scavi condotta sul sito del "Moulin du Fâ" da Léon Massiou tra il 1921 e il 1924 condusse alla scoperta di un acquedotto e delle terme romane, che si aggiunsero al tempio gallo-romano e al teatro, già conosciuti. Nel 1937 il sito venne classificato tra i monumenti storici francesi.
Altri scavi vennero condotti tra il 1935 e il 1957 da Louis Basalo, portando al rinvenimento di una dedica al dio Marte. Nel 1975 Jacques Dassié condusse una prospezione aerea favorita da una notevole siccità, rivelando l'importanza del sito archeologico e permettendo di individuare i principali poli urbanistici di una città dalla notevole estensione di 140 ettari.
Nel 1993 l'intero sito fu acquistato dal comune di Barzan e fu fondata un'associazione ("ASSA Barzan"), incaricata della valorizzazione. Scavi scientifici iniziarono nel 1994, seguiti dalle università di Bordeaux e di La Rochelle.